# Mata (jogo de cartas)
A mata, é um antigo jogo de cartas praticado na Espanha, principalmente na Província de  Ávila e especificamente na Villafranca de la Sierra. Se joga com um baralho espanhol de 40 cartas, excluindo-se os oitos, noves e  curingas. Geralmente joga-se em duplas, e há que matar duas das três vazas para se ganhar. O jogo vai até 60 tentos. Ao chamar truco, vale 3 tentos, o revide é o vale-seis, e deste o vale-nove e deste o vale-partida, ou seja, se aceita valer o jogo todo, senão é nove. A sequência de cartas é a seguinte:
- Cinco de bastos.
- Cavalo de bastos.
- Sota de ouros.
- As de espadas.
- As de bastos.
- Sete de espadas.
- Sete de ouros.
- Todos os três.
- Todos os dois.
- Áses de copas e de ouros.
- Todos os reis.
- Cavalos restantes.
- Sotas restantes.
- Os setes de bastos e de copas.
- Todos os seis.
- Todos os cincos restantes.
- Todos os quatros.